# Dialectes de Zhangzhou
Les dialectes de Zhangzhou (chinois simplifié : 漳州话 ; chinois traditionnel : 漳州話 ; Pe̍h-ōe-jī : Chiang-chiu-ōa), également rendus Changchew, Chiangchew ou Changchow, sont un groupe de dialectes hokkiens parlés dans le sud de la province du Fujian (au sud-est de la Chine), centrée sur la ville de Zhangzhou. Le dialecte de Zhangzhou à proprement parler est la source de certains noms de lieux en français, notamment Amoy (de [ɛ˨˩ mui˩˧], maintenant appelé Xiamen) et Quemoy (de [kim˨ mui˩˧], maintenant appelé Kinmen).

## Classification
Les dialectes de Zhangzhou sont classés parmi les dialectes du hokkien, un groupe de variétés minnan. Dans le Fujian, les dialectes de Zhangzhou forment le sous-groupe sud (南片) du minnan. Le dialecte urbain de Zhangzhou est l'un des plus anciens dialectes minnan et, avec le dialecte urbain de Quanzhou, il constitue la base de toutes les variétés modernes. Comparé à d'autres variétés du hokkien, il a une intelligibilité de 89,0% avec le dialecte d'Amoy et de 79,7% avec le dialecte urbain de Quanzhou.

## Phonologie
Cette section est principalement basée sur le dialecte parlé dans la zone urbaine de Zhangzhou.

### Initiales
Il y a 15 initiales phonémiques.
|           |            | Bilabiale     | Bilabiale   | Alvéolaire  | Alvéolaire   | Vélaire       | Vélaire     | Glottale |
| Sourd     | Sonore     | Sourd         | Sonore      | Sourd       | Sonore       | Sourd         |             |          |
| --------- | ---------- | ------------- | ----------- | ----------- | ------------ | ------------- | ----------- | -------- |
| Occlusive | Non aspiré | p 邊 / 边 p   | b 門 / 门 b | t 地 t      |              | k 求 k        | g 語 / 语 g | ʔ 英 -   |
| Occlusive | Aspiré     | pʰ 頗 / 颇 ph |             | tʰ 他 th    |              | kʰ 氣 / 气 kh |             |          |
| Affriquée | Non aspiré |               |             | ts 曾 ch    | dz 熱 / 热 j |               |             |          |
| Affriquée | Aspiré     |               |             | tsʰ 出 chh  |              |               |             |          |
| Fricative | Fricative  |               |             | s 時 / 时 s |              |               |             | h 喜 h   |
| Latérale  | Latérale   |               |             |             | l 柳 l       |               |             |          |

Lorsque la rime est nasalisée, les trois phonèmes vocaux /b/, /l/ et /g/ sont réalisés comme les nasales [m], [n] et [ŋ], respectivement,.
Le point d'articulation des phonèmes alvéolaires /ts/, /tsʰ/, /s/ et /dz/ est légèrement en retrait, comme entre celui de [ts] et [tɕ] ; la palatalisation de ces phonèmes est particulièrement évidente avant les rimes qui commencent par /i/, par exemple : 入[d͡ʑip̚],.

### Rimes
Il existe 85 rimes.
|                |              | Open syllable | Open syllable | Open syllable | Open syllable | Open syllable | Open syllable | Open syllable | Nasal coda   | Nasal coda    | Nasal coda | Nasal coda    | Nasal coda   | Nasal coda    | Nasal coda    | Voyelle nasale coda | Voyelle nasale coda | Voyelle nasale coda | Voyelle nasale coda | Voyelle nasale coda |
| -------------- | ------------ | ------------- | ------------- | ------------- | ------------- | ------------- | ------------- | ------------- | ------------ | ------------- | ---------- | ------------- | ------------ | ------------- | ------------- | ------------------- | ------------------- | ------------------- | ------------------- | ------------------- |
| bouche ouverte |              | a 阿          | ɔ 烏 / 乌     | o 好          | e 鞋          | ɛ 家          | /ai/ 愛 / 爱  | /au/ 歐 / 欧  | m̩ 毋         | /am/ 庵       | /ɔm/ 森    | /an/ 按       | ŋ̍ 霜         | /aŋ/ 港       | /ɔŋ/ 王       | /ã/ 餡 / 馅         | /ɔ̃/ 毛              | /ɛ̃/ 暝              | /ãi/ 妹             | /ãu/ 矛             |
| bouche ouverte | Ton d'entrée | /aʔ/ 鴨 / 鸭  | /ɔʔ/ 嘔 / 呕  | /oʔ/ 學 / 学  | /eʔ/ 八       | /ɛʔ/ 百       |               | /auʔ/ 落      | /m̩ʔ/ 默      | /ap/ 合       | /ɔp/ 啑    | /at/ 達 / 达  | /ŋ̍ʔ/ 嗆 / 呛 | /ak/ 六       | /ɔk/ 國 / 国  | /ãʔ/ 焓             | /ɔ̃ʔ/ 膜             | /ɛ̃ʔ/ 脈 / 脉        |                     | /ãuʔ/ 澩 / 泶       |
| avec les dents |              | i 魚 / 鱼     | /ia/ 椰       | /io/ 叫       |               | /iu/ 油       | /iau/ 鳥 / 鸟 |               | /im/ 心      | /iam/ 薟 / 莶 | /in/ 今    | /ian/ 燕      | /iŋ/ 星      | /iaŋ/ 央      | /iɔŋ/ 衝 / 冲 | /ĩ/ 圓 / 圆         | /iã/ 影             | /iɔ̃/ 娘             | /iũ/ 妞             | /iãu/ 貓 / 猫       |
| avec les dents | Ton d'entrée | /iʔ/ 滴       | /iaʔ/ 頁 / 页 | /iɔʔ/ 諾 / 诺 | /ioʔ/ 藥 / 药 | /iuʔ/ 喌      | /iauʔ/ 寂     |               | /ip/ 入      | /iap/ 葉 / 叶 | /it/ 必    | /iat/ 滅 / 灭 | /ik/ 色      | /iak/ 約 / 约 | /iɔk/ 祝      | /ĩʔ/ 物             | /iãʔ/ 嚇 / 吓       |                     |                     | /iãuʔ/ 蟯 / 蛲      |
| bouche fermée  |              | u 有          | /ua/ 花       | /ue/ 火       | /ui/ 水       | /uai/ 歪      |               |               | /un/ 溫 / 温 | /uan/ 完      |            |               |              |               |               | /uã/ 山             | /uĩ/ 黃 / 黄        | /uãi/ 檨 / 檨       |                     |                     |
| bouche fermée  | Ton d'entrée | /uʔ/ 托       | /uaʔ/ 辣      | /ueʔ/ 郭      |               |               |               |               | /ut/ 骨      | /uat/ 越      |            |               |              |               |               |                     |                     | /uãiʔ/ 跩           |                     |                     |

Lorsque la rime est nasalisée, les trois phonèmes vocaux /b/, /l/ et /g/ sont réalisés comme les nasales [m], [n] et [ŋ], respectivement,.
Le lieu d'articulation des phonèmes alvéolaires /ts/, /tsʰ/, /s/ et /dz/ est légèrement en retrait, comme entre celui de [ts] et [tɕ] ; la palatalisation de ces phonèmes est particulièrement évidente avant les rimes qui commencent par /i/, par ex. 入 [d͡ʑip̚],.

### Tons
| Numéro du ton | Nom du ton                         | représentation numérique des hauteurs | exemple hanzi |
| ------------- | ---------------------------------- | ------------------------------------- | ------------- |
| 1             | ton montant 陰平 / 阴平            | ˦ (44)                                | 東 / 东       |
| 2             | ton légèrement montant 陽平 / 阳平 | ˩˧ (13)                               | 同            |
| 3             | ton haut descendant 上聲 / 上声    | ˥˧ (53)                               | 董            |
| 4             | ton descendant 陰去 / 阴去         | ˨˩ (21)                               | 棟 / 栋       |
| 5             | ton bas 陽去 / 阳去                | ˨ (22)                                | 動 / 动       |
| 6             | Entrée haute 陰入 / 阴入           | ˧˨ (32)                               | 督            |
| 7             | Entrée basse 陽入 / 阳入           | ˩˨˩ (121)                             | 獨 / 独       |

La plupart des habitants de la zone urbaine ne prononcent pas le ton de niveau sombre comme étant de haut niveau, mais légèrement à mi-hauteur,. Alors que la plupart des sources enregistrent encore ce ton comme 44,, sa valeur de ton a également été enregistrée comme 24,, 45, 34 ou 35 pour refléter sa nature montante.

### Ton Sandhi
Le dialecte de Zhangzhou a des règles sandhi à neuf tons: seule la dernière syllabe des noms et les terminaisons de clause restent inchangées par le ton sandhi. Les règles du sandhi à deux syllabes sont présentées dans le tableau ci-dessous :
| Ton de citation original | Ton de citation original | Ton sandhi                             | Exemple de mot | Exemple sandhi                       |
| ------------------------ | ------------------------ | -------------------------------------- | -------------- | ------------------------------------ |
| niveau haut 44           | niveau haut 44           | 22                                     | 詩經 / 诗经    | /si˦/ + /kiŋ˦/ → [si˨ kiŋ˦]          |
| niveau bas 13            | niveau bas 13            | 22                                     | 南京           | /lam˩˧/ + /kiã˦/ → [lam˨ kiã˦]       |
| montant 53               | montant 53               | 44                                     | 紙箱 / 纸箱    | /tsua˥˧/ + /siɔ̃˦/ → [tsua˦ siɔ̃˦]     |
| Commençant en haut 21    | Commençant en haut 21    | 53                                     | 世間 / 世间    | /si˨˩/ + /kan˦/ → [si˥˧ kan˦]        |
| Commençant en bas 22     | Commençant en bas 22     | 21                                     | 是非           | /si˨/ + /hui˦/ → [si˨˩ hui˦]         |
| Entrée haute 32          | coda /-ʔ/                | 53 (the Coup de glotte /-ʔ/ est perdu) | 鐵釘 / 铁钉    | /tʰiʔ˧˨/ + /tiŋ˦/ → [tʰi˥˧ tiŋ˦]     |
| Entrée haute 32          | coda /-p/, /-t/, /-k/    | 5                                      | 接收           | /tsiap˧˨/ + /siu˦/ → [tsiap˥ siu˦]   |
| Entrée basse 121         | coda /-ʔ/                | 21 (le coup de glotte /-ʔ/ est perdu)  | 石山           | /tsioʔ˩˨˩/ + /suã˦/ → [tsio˨˩ suã˦]  |
| Entrée basse 121         | coda /-p/, /-t/, /-k/    | 21                                     | 立春           | /lip˩˨˩/ + /tsʰun˦/ → [lip˨˩ tsʰun˦] |